# PW-1

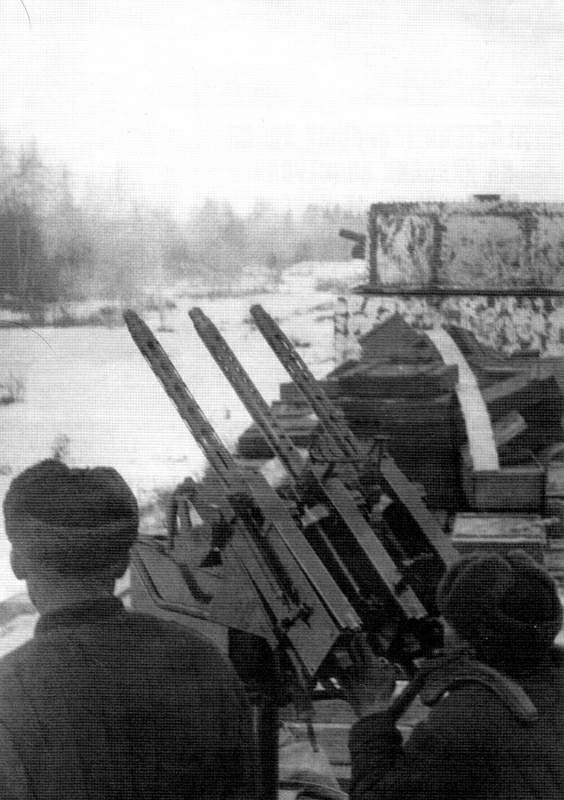
PW-1 als FlaMG auf einem Panzerzug, 1941

Das Maschinengewehr PW-1 (russisch ПВ-1: Пулемёт Воздушный 1, Pulemjot Wosduschny 1) war die erste in der Sowjetunion entwickelte und in Serie gebaute Flugzeugwaffe der Roten Armee. Damit sollte die bis dahin herrschende Typenvielfalt von britischen, amerikanischen, dänischen, französischen und deutschen Waffen mit einem auf dem System des Maxim-Maschinengewehrs basierenden Standardmodell eingedämmt werden.

## Entwicklung
Die ersten Arbeiten führte der Pilot und Flugzeugkonstrukteur A. W. Nadaschkewitsch im Moskauer Awiarabotnik-Flugzeugwerk ab Mai 1923 durch. Als Vorlage diente das wassergekühlte MG PM 1910 im Kaliber 7,62 mm. Ab 1924 setzte er die Studien gemeinsam mit den beiden Waffenkonstrukteuren F. W. Tokarew und I. N. Koljesnikow im Tulaer Waffenwerk fort. Das Maxim wies folgende Nachteile auf, die es auszumerzen galt: ein zu hohes Gewicht und eine zu niedrige Schussfolge. Außerdem bereitete die Kühlung Probleme, da das Wasser in großen Höhen leicht gefror.
1927 war die Entwicklung abgeschlossen und es war eine um 5,5 kg leichtere Waffe mit einer Feuergeschwindigkeit von 780 Schuss/min (statt bisher 600) und Luftkühlung entstanden. Die ersten Schießversuche wurden schon seit Mai 1926 durchgeführt und nach der Abnahme der Waffe durch eine Kommission erhielt das Modell die Bezeichnung PW-1.

## Verwendung
Die ersten Flugzeugtypen, die ab 1928 mit diesem MG ausgerüstet wurden, waren das schwere Bombenflugzeug TB-1 sowie die Jagdflugzeuge I-3 und I-4. Der Einbau erfolgte entweder starr in Tragflächen und Rumpf oder beweglich in Abwehrständen. 1931 wurde der Lauf umkonstruiert und das PW-1 von da an in unveränderter Form bis 1940 produziert und eingesetzt. 1936 wurde entschieden, das Modell nach und nach durch das leistungsfähigere SchKAS zu ersetzen. 1940 waren nach sowjetischen Angaben 34.233 PW-1 verfügbar.
Weitere Flugzeugtypen, in denen das PW-1 zum Einsatz kam, waren:
- Berijew KOR-1
- Grigorowitsch I-Z
- Polikarpow I-5
- Polikarpow I-15

## Technische Daten
| Dimension                   | Wert           |
| --------------------------- | -------------- |
| Kaliber                     | 7,62 × 54 mm R |
| Geschossmasse               | 9,6 g          |
| V0 (Anfangsgeschwindigkeit) | 800 m/s        |
| Feuergeschwindigkeit        | 780 Schuss/min |
| Gewicht                     | 14,5 kg        |
| Gesamtlänge                 | 1050 mm        |